# Kalvo klauzula
Kalvo klauzula se vezuje za pitanje tzv. diplomatske zaštite u međunarodnom pravu. Ona se tiče toga da li se država može supstituisati na mesto oštećenog pojedinca-njenog državljanina. Ime je dobila po svom predlagaču argentinskom ministru Karlu Kalvu koji je predložio da se u ugovore o koncesijama unese posebna klauzula koja bi zabranila ugovornim stranama pravo da koriste diplomatsku zaštitu, čime je zeleo da spreči intervenciju evropskih sila u poslove Latinske Amerike.Drzava može koristiti pravo supstitucije u odnosu na svoje drzavljane, ali to je njeno diskreciono pravo, ne i obaveza.To je potvrdio i Međunarodni Sud Pravde u slučaju Mavromatis.